# カルバーソン郡 (テキサス州)
カルバーソン郡 (カルバーソンぐん、英: Culberson County) はアメリカ合衆国テキサス州に位置する郡である。2000年現在、ここの人口は2,975人である。ここの郡庁所在地はバンホーンである。カルバーソン郡は南北戦争時のアメリカ連合国の兵士で弁護士のデビッド・カルバーソンの名を取って命名された。

## 地理
アメリカ合衆国統計局によると、この郡は総面積9,875 km2 (3,813 mi2) である。このうち9,874km2 (3,812mi2) が陸地で1 km2 (1 mi2) が水地域である。総面積の0.01%は水地域となっている。

### 隣接する郡
- ニューメキシコ州エディ郡 (北)
- リーブス郡 (東)
- ジェフデイビス郡 (南)
- ハズペス郡 (西)
- ニューメキシコ州オテロ郡 (北西)

## 人口動勢
2000年現在の国勢調査で、この郡は人口2,975人、1,052世帯、及び797家族が暮らしている。人口密度は1/km2 以下(1/mi2) である。0/km2 (0/mi2) の平均的な密度に1,321軒の住宅が建っている。この郡の人種的な構成は白人 68.94 %、アフリカン・アメリカン0.71 %、先住民0.47 %、アジア0.57 %、その他の人種27.13 %、及び混血2.18 %である。ここの人口の72.24 %はヒスパニックまたはラテン系である。

2000年国勢調査に基づくカルバーソン郡の人口ピラミッド

この郡内の住民は32.20 %が18歳未満の未成年、18歳以上24歳以下が7.80 %、25歳以上44歳以下が25.80 %、45歳以上64歳以下が23.00 %、及び65歳以上が11.20 %にわたっている。中央値年齢は33歳である。女性100人ごとに対して男性は102.70人である。18歳以上の女性100人ごとに対して男性は97.10人である。
この郡内の世帯ごとの平均的な収入は25,882米ドルであり、家族ごとの平均的な収入は28,547米ドルである。男性は22,500米ドルに対して女性は14,817米ドルの平均的な収入がある。この郡の一人当たりの収入 (per capita income) は11,493米ドルである。人口の25.10 %及び家族の21.50 %は貧困線以下である。全人口のうち18歳未満の30.20 %及び65歳以上の19.40 %は貧困線以下の生活を送っている。

## 都市
- バンホーン (Van Horn)

## 国立公園
- グアダルーペ山脈国立公園